# La Serra del Cadell
La Serra del Cadell és una masia de Sant Joan de les Abadesses (Ripollès) inclosa a l'Inventari del Patrimoni Arquitectònic de Catalunya.

## Descripció
Orientada a migdia, la masia de dimensions considerables és de planta baixa i dos pisos idèntics. L'edifici presenta una façana principal de triple secció d'arcades amb una simetria perfecte. L'accés a l'edifici es fa a través d'una gran porta adovellada. Una gran arcada uneix la paret que volta l'era des de la qual s'entra a l'habitacle i a la pallissa, orientada a sud-oest.
És remarcable la importància arquitectònica d'algunes edificacions auxiliars, així com una complexa xarxa de canals de regadiu, avui en desús.
En el camí d'accés a la casa hi ha una petita capella, en altre temps dedicada a Sant Isidre.